# Szalay József (jogász)
Szalay József, dr. (Újpest, 1908. december 14. – Budapest, 1969. december 24.) magyar jogász, ügyész, bíró, 1963 és 1968 között a Legfelsőbb Bíróság elnöke.

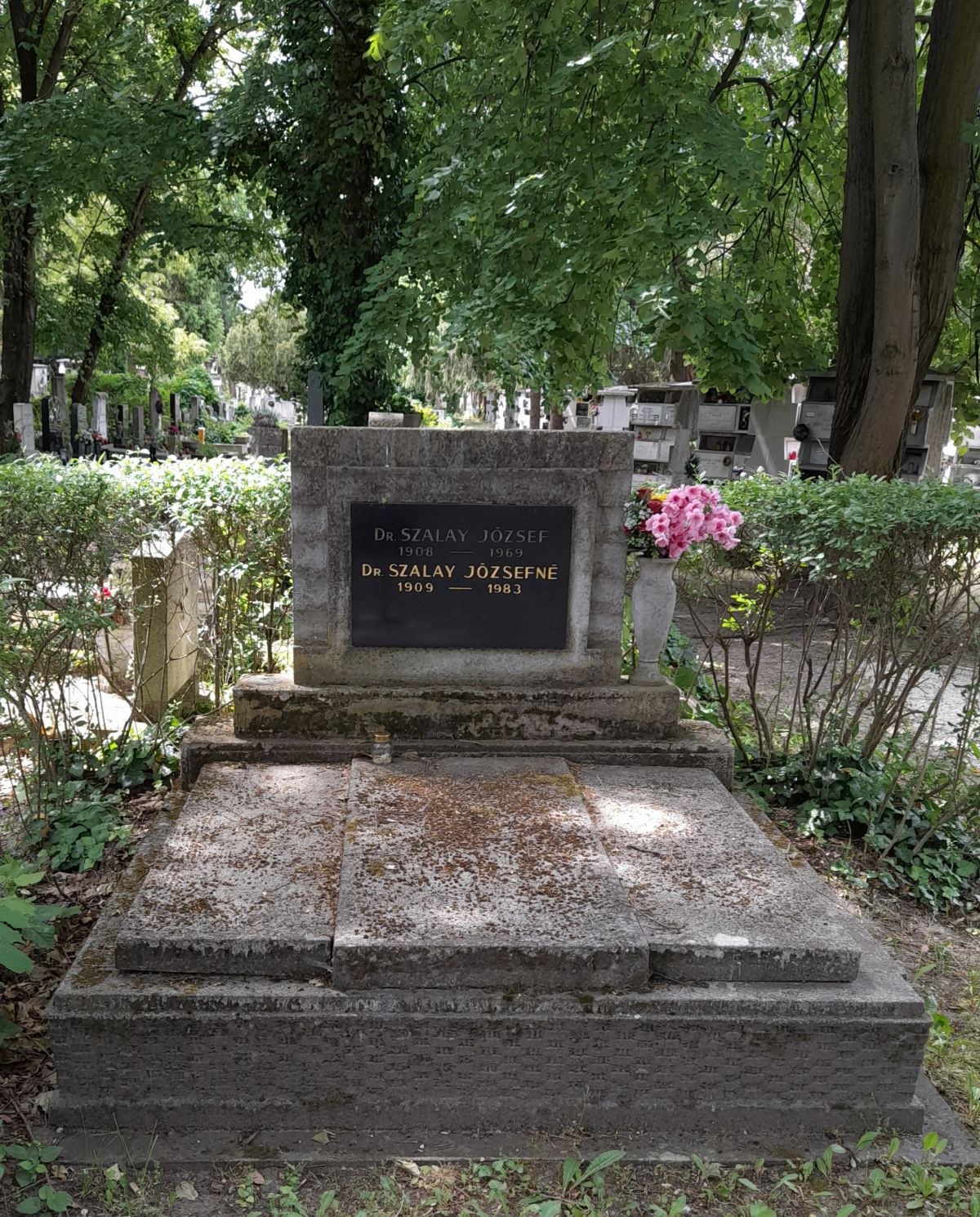
Sírja a budapesti Megyeri temetőben

## Életpályája
1927-től gyári tisztviselő volt, majd 1929-től a Magyar Jelzáloghitelbank jogügyi osztályán dolgozott. A jogi egyetemet 1932-ben fejezte be. 1940-től az Athenaeum Irodalmi és Nyomdai Rt. titkárságának és személyzeti osztályának vezetője volt.
A második világháború után állami igazságügyi szolgálatba lépett. 1947-ben lépett be a Magyar Kommunista Pártba (MKP) 1945-től fogalmazó a Budapesti Népbíróságon, 1946-tól népügyész, illetve államügyész volt.
1955. augusztus 3-től a legfőbb ügyész első helyettesévé nevezték ki. A legfőbb ügyész lemondatása után ideiglenesen az ügyészi szervezetet is irányította az új legfőbb ügyész kinevezéséig, 1956. február 8-ig. 1960 júniusától ő volt az igazságügyi miniszter első helyettese.
Tevékenyen részt vett a Nagy Imre-perben.
Nyugalomba vonulásáig, 1963 és 1968 között ő volt a Legfelsőbb Bíróság elnöke.

## Díjai, elismerései
- Népköztársaság Érdemérem ezüst fokozata (1951)
- Munka Érdemrend (1956, 1958)
- Munka Érdemrend arany fokozata (1968)

## Társadalmi szerepvállalása
A Magyar Jogász Szövetség elnökségi, utóbb választmányi tagja volt.

## Műve
- A nagyvárosi agglomerációk és az államigazgatási rendszer a világ országaiban (Szatmári Lajossal és Berényi Sándorral, Bp., 1973).